# Exit (Unix)
exit je v informatice příkaz používaný v nejrůznějších operačních systémech. Příkaz exit je používán v příkazovém řádku mnoha operačních systémů a též v různých skriptovacích jazycích. Příkaz způsobí ukončení shellu nebo programu. Pokud je použit v interaktivním shellu, je uživatel odhlášen z příslušného sezení a/nebo je konzole či terminál odpojen. Obyčejně může být nastaven návratový kód (anglicky exit status) kód, což je hodnota typu integer, která je následně vrácena nadřazenému procesu.
Příkaz exit obsahují skriptovací jazyky sh, ksh, Perl, AWK, PHP, TCL a další.